# Jeremy Manasia
Jeremy Manasia (* 28. März 1971 in Staten Island, New York City) ist ein US-amerikanischer Jazzpianist und Musikpädagoge.

## Leben und Wirken
Jeremy Manasia begann mit sieben Jahren Klavier zu spielen; ab 1985 besuchte er die LaGuardia High School for Performing Arts. In dieser Zeit trat er mit der New York All City Jazz Band und dem McDonalds Tri-State Jazz Ensemble in der Carnegie Hall und der Avery Fisher Hall auf, gemeinsam mit Jazzmusikern wie Red Rodney, Arnie Lawrence und Steve Turre. Ab 1989 studierte er an der Manhattan School of Music, wo er Unterricht bei Harold Danko und Gary Dial hatte. In dieser Zeit arbeitete er mit Quartett von Ryan Kisor auf Tour. Sein Studium setzte er am Koninklijk Conservatorium Den Haag fort, wo er bei Franz Elsan studierte und den Master erwarb. Während seines Europaaufenthaltes entstand sein Debütalbum The Deep. 1997 kehrte Manasia nach New York zurück und setzte sein Studium bei Chris Anderson und Harry Whitaker fort. In der New Yorker Jazzszene spielte er in dieser Phase u. a. mit Jimmy Cobb, Peter Bernstein, Javon Jackson, Wayne Escoffery, Joe Magnarelli, Nnenna Freelon und Diane Schuur. Im Bereich des Jazz war er zwischen 1996 und 2011 an zehn Aufnahmesessions beteiligt, u. a. mit Charles Owens, Greg Glassman/Stacy Dillard, David Gibson, John Boutte und Jane Monheit. Er unterrichtet seit 1997 an der Manhattan School of Music.

## Auszeichnungen
Masasia war Finalist beim Thelonious-Monk-Wettbewerb, der Great American Jazz Piano Competition und der American Pianists Association Jazz Piano Competition; außerdem gewann er den Presidential Scholars Award, mehrere Student Music Awards des Down Beat und für seine pädagogische Arbeit drei Preise der Charles Mingus Competition.

## Diskographische Hinweise
- Witchery (Cellar Live, 2007)
- After Dark (Posi-Tone Records, 2009)